# Ернест Артур Белл
Професор Ернест Артур Белл (англ. Ernest Arthur Bell; 1926–2006) британський біохімік, директор Королівських ботанічних садів у К'ю з 1981 до 1988 року, перший біохімік, що був призначений на цю посаду.

## Біографія
Белл народився 20 червня 1926 року у місті Ньюкасл-апон-Тайн та навчався там у школі Dame Allan's School. Він отримав ступінь з хімії у Даремському університеті та ступінь доктора у Триніті Коледжі Дубліна.
Професійну діяльність Белл розпочав у компанії Imperial Chemical Industries у 1946 році, як хімік-дослідник. У 1947 році він отримав посаду дослідника у Триніті-коледжі в Дубліні. У 1949 році він став викладачем біохімії у Королівського коледжу в Лондоні, де він став професором біології та завідувачем кафедри наук про рослини у 1972 році. Він був віце-президентом Лондонського Ліннеївського товариства з 1982 до 1986 року.
Ернест Артур Белл був нагороджений Найшановнішим орденом Лазні у 1987 році.
Він одружився із Джин Огілві у 1952 році, і вони мали троє дітей - два сини та дочку.
Ернест Артур Белл помер у лікарні Святого Георгія у Лондоні 11 червня 2006 року.